# Tocoluli
Tocoluli (Tokoluli) ist ein osttimoresischer Suco im Verwaltungsamt Railaco (Gemeinde Ermera).

## Geographie

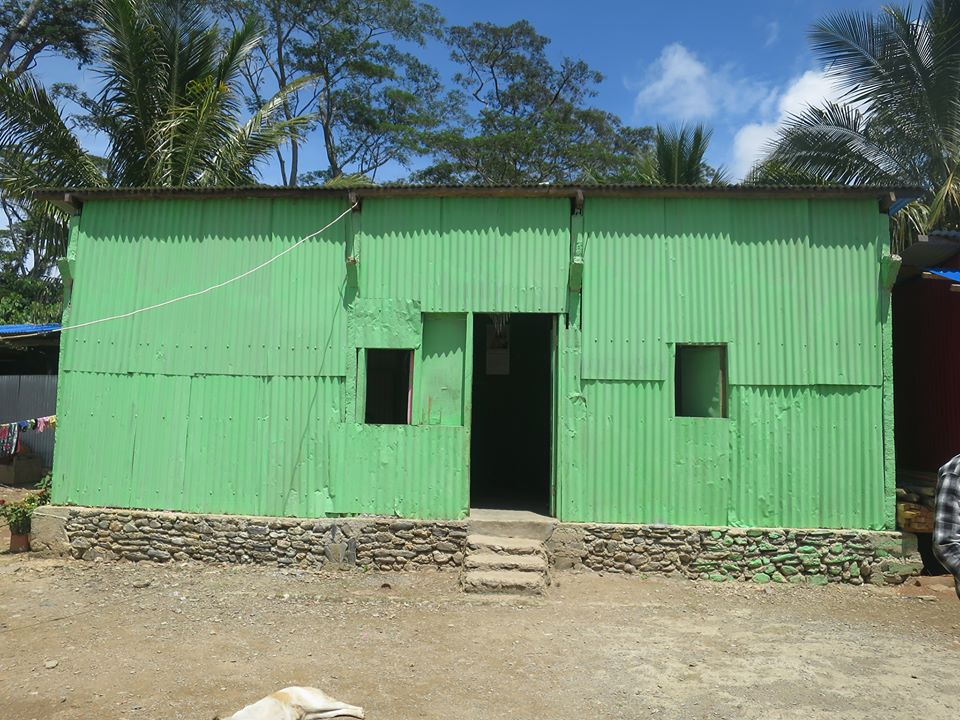
Wellblechhütte in Tocoluli

Vor der Gebietsreform 2015 hatte Tocoluli eine Fläche von 9,31 km². Nun sind es 9,92 km². Der Suco liegt im Südwesten des Verwaltungsamts Railaco. Westlich liegt der Suco Matata, nördlich der Suco Liho und östlich der Suco Fatuquero. Im Süden grenzt Tocoluli an das Verwaltungsamt Ermera mit seinen Sucos Poetete Vila und Riheu. Die Südgrenze zum Verwaltungsamt Ermera bildet der Gleno, ein Nebenfluss des Lóis. Einem kleinen Stück der Grenze zu Liho im Nordosten folgt der Baera, einem Nebenfluss des Comoros.
In Tocoluli treffen die Überlandstraßen aus den Gemeindehauptstädten Aileu im Osten und Gleno im Süden beim Dorf Marobo aufeinander und führen weiter zur Landeshauptstadt Dili im Norden. An der Straße nach Dili liegt der Ort Caisahe (Kaisahe, Caissahe). In beiden Orten gibt es eine Grundschule. Im Südosten befindet sich das Dorf Maneso. Caisahe hat außerdem eine medizinische Station.
Im Suco befinden sich die drei Aldeias Caisahe, Marobo und Tahobote.

## Einwohner
Im Suco leben 1.773 Einwohner (2022), davon sind 898 Männer und 875 Frauen. Im Suco gibt es 269 Haushalte. Fast 71 % der Einwohner geben Tetum Prasa als ihre Muttersprache an. Fast 27 % sprechen Mambai und kleine Minderheiten Bunak, Kemak, Tokodede und Baikeno.

## Politik

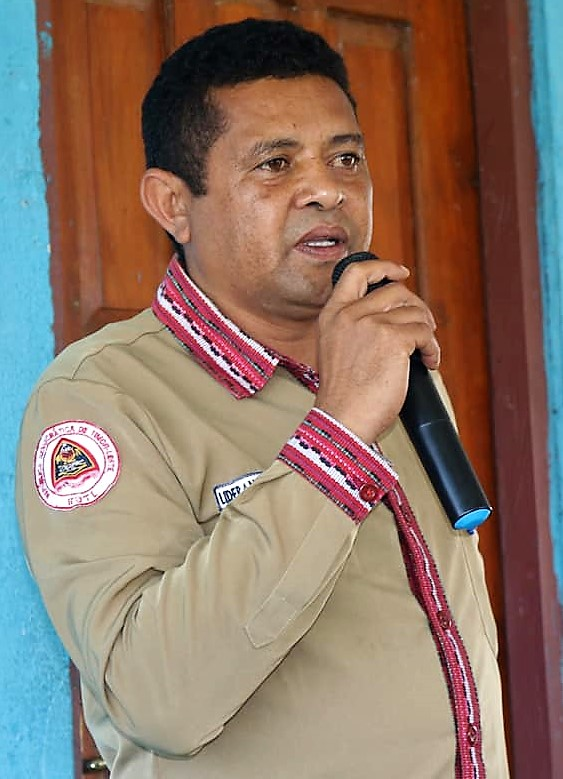
Leonel de Jesus Babo (2022)

Bei den Wahlen von 2004/2005 wurde Julio Conceição Salsinha zum Chefe de Suco gewählt und 2009 in seinem Amt bestätigt. Bei den Wahlen 2016 gewann Leonel de Jesus Babo.